# Bataille de Shaykh Tabarsi
La bataille du fort de Shaykh Tabarsi, qui se déroula en Iran dans la province du Mázindarán entre le 10 octobre 1848 et le 10 mai 1849, fut le siège par les troupes gouvernementales des révoltés babis retranchés dans le mausolée du Shaykh Ṭabarsí, qu'ils avaient fortifié.

## Origine
La babisme (en persan : بابی ها, bábí há) est un mouvement religieux réformateur et millénariste fondé en Perse le 23 mai 1844 (5 joumada al oula 1260 ap.H.), par un jeune commerçant de la ville de Chiraz, nommé ʿAlī Muḥammad Shīrāzī (1819-1850) et surnommé le Bāb (en arabe : باب = "Porte"), qui revendiqua être le Qá'im attendu par les musulmans à la "fin des temps".
Ce mouvement messianique fut la cause d’un grand bouleversement dans la société persane du XIXe siècle. Perçu dans un premier temps comme une simple tentative de réforme de la société, le babisme se révéla par la suite être en fait la naissance d'une nouvelle religion indépendante de l'islam et se répandit comme un feu de prairie à travers la Perse, touchant toutes les couches de la population, du plus humble paysan au plus éminent lettré. Le clergé chiite associé au gouvernement persan réagit à cette remise en cause de l'islam traditionnel et de son autorité par une persécution féroce en emprisonnant le Báb et en martyrisant des dizaines de milliers de babis.
En juillet 1848, Mullá Ḥusayn-i-Bushru'í (en) (1813-1849), qui était l'un des plus éminents babis, reçut du Báb lui-même l'instruction de lever "l'étendard noir" de la guerre sainte pour proclamer sa nouvelle Foi et de libérer un autre éminent babi nommé Quddūs emprisonné dans la ville de Sárí :

« Mullá Ḥusayn était encore à Mashhad lorsqu'un messager arriva, lui apportant le turban du Báb et lui apprenant qu'un nouveau nom, celui de Siyyid 'Alí, lui avait été conféré par son maître. "Pare-toi la tête, disait le message, de mon turban vert, emblème de ma lignée et, avec l'étendard noir déployé devant toi, hâte-toi d'aller vers le Jazíriy-i-Khadrá pour prêter main-forte à mon Quddús bien-aime." Dès que le message lui parvint, il se leva pour réaliser les vœux de son maître. Il quitta Mashhad et se rendit à un lieu situé à une distance d'un farsang de la ville; il hissa l'étendard noir, se mit le turban du Báb sur la tête, rassembla ses compagnons, monta à cheval et donna le signal du départ vers Jazíriy-i-Khadrá. Ses compagnons, au nombre de deux cent deux, le suivirent pleins d'enthousiasme. Ce jour mémorable était le 19 chaabane de l'an 1264 après l'hégire (21 juillet 1848). Partout où ils séjournaient, dans chaque village ou hameau par lesquels ils passaient, Mullá Ḥusayn et ses condisciples proclamaient courageusement le message du nouveau jour, invitaient les gens à embrasser sa vérité, en choisissaient quelques-uns parmi ceux qui répondaient à leur appel, et leur demandaient de les accompagner dans leur voyage. »

Les babis se mirent en marchent vers Sárí en faisant flotter "l'étendard noir" de la "guerre sainte", mais furent en route attaqués à côté du mausolée de Shaykh Aḥmad-ibn-i-Abí-Ṭálib-i-Ṭabarsí, qui se situe à une vingtaine de kilomètres au sud-est de la ville de Bárfurúsh. Ils décidèrent de s'y retrancher et de le fortifier pour mieux se défendre contre les troupes gouvernementales, qui en firent le siège à partir du 10 octobre 1848. Les avis divergent sur les causes de cette bataille : certains parlent de "légitime défense", d'autre d'une tentative d'instaurer un "état babi"… mais ce qui est certain, c'est que "l'étendard noir" et l'"île verdoyante" sont des références claires aux prophéties chiites annonçant la venue du Qá’im attendue par les musulmans avant le "Jour" de la Résurrection (Yawmu'l-Qíyámat) et du Jugement (Yawmu’d-Dín) :

« L'incarcération de Quddús dans la demeure de Mírzá Muḥammad-Taqí, le mujtahid le plus éminent de Sárí, avec lequel il avait des liens de parenté, dura quatre-vingt-quinze jours. Bien qu'enfermé, Quddús fut traité avec une déférence marquée et fut autorisé à recevoir la plupart des compagnons qui avaient assisté à la réunion de Badasht. À personne, cependant, il ne donna la permission de rester à Sárí. Tous ceux qui avaient été le voir furent priés, en termes pressants, de s'enrôler sous l'étendard noir hissé par Mullá Ḥusayn. C'est de ce même étendard que Mahomet, le prophète de Dieu, a parlé en ces termes: "Si vos yeux contemplent les étendards noirs arrivant du Khurásán, hâtez-vous d'aller vers eux, même si vous deviez pour cela ramper sur la neige, car ils proclament l'avènement du Mihdí promis, le vicaire de Dieu." Cet étendard fut déployé par ordre du Báb, au nom de Quddús, et par les mains de Mullá Ḥusayn. Il fut porté haut dans le ciel sur tout le chemin allant de la ville de Mashhad jusqu'au tombeau de Shaykh Ṭabarsí. Durant onze mois à compter du début du mois de chaabane de l'an 1264 après l'hégire, jusqu'à la fin de joumada ath-thania de l'an 1265, cet emblème terrestre d'une souveraineté surnaturelle flotta continuellement au-dessus de ce petit et vaillant groupe, invitant la multitude qui le regardait à renoncer au monde et à embrasser la cause de Dieu. »

## Déroulement de la bataille
Durant les semaines suivantes, de plus en plus de babis accoururent au fort et certains spécialistes en estiment le nombre à environ 600. Mullá Ḥusayn-i-Bushru'í (en) dirigea les opérations au début de la bataille, mais c'est ensuite Quddús qui prit la tête des babis dès son arrivée au camp retranché, le 20 octobre 1848, juste après sa libération de Sárí.
Les historiens baha'is mentionnent plusieurs évènements "miraculeux" au cours des mois suivants, durant lesquels une petite troupes de défenseurs inexpérimentés résistèrent avec succès contre des régiments gouvernementaux très supérieurs en nombre et en armes.
Au cours du dernier mois du siège, la famine était telle parmi les assiégés, qu'ils durent survivre en mangeant le cuir des chaussures, des os broyés et des herbes bouillies. Cette résistance prolongée plongea les autorités perses dans un tel embarras, que le prince Mihdí-Qulí Mírzá (fa) dû y mettre fin en envoyant à Quddús une copie du Coran, dans lequel il avait écrit de sa main sur la page de la première sourate une proposition de paix scellée de son sceau :

« Je jure par ce Livre très sacré, par la justice de Dieu qui l'a révélé, et la mission de celui qui fut inspiré de ses versets, que je ne nourris d'autre dessein que celui de promouvoir la paix et l'amitié entre nous. Sortez de votre forteresse et soyez assurés qu'aucune main ne se lèvera sur vous. Vous-même et vos compagnons, je le déclare solennellement, êtes sous la protection du Tout-Puissant, de Mahomet son prophète et de Náṣiri’d-Dín Sháh notre souverain. Je jure sur mon honneur qu'aucun homme, soit de cette armée, soit du voisinage, ne tentera jamais de vous attaquer. La malédiction de Dieu, le Vengeur omnipotent soit sur moi si, dans mon cœur, je chéris d'autre désir que celui que je viens de déclarer. »

Les babis eurent confiance dans cette sainte promesse et déposèrent les armes le 10 mai 1849.

## Après la bataille
Ayant quitté le fortin, les babis furent désarmés et regroupés sous une tente, tandis que quelques-uns étaient emmenés prisonniers. L'armée pilla et détruisit ensuite la fortification. Finalement, et malgré la promesse faite, tous les babis furent exécutés. On rapporte que 8 des 18 "Lettres du Vivant" trouvèrent la mort au cours de cette bataille :
- Mullá Ḥusayn-i-Bushru'í (en) le 2 février 1849.
- Muḥammad-Ḥasan-i-Bushru'í
- Muḥammad-Baqír-i-Bushru'í
- Mullá Maḥmúd Khú'í
- Mullá (`Abdu'l-)Jalíl Urúmí (Urdúbádí)
- Mullá Aḥmad-i-Ibdál Marághi'í
- Mullá Yúsúf Ardibílí
- Mullá Muḥammad-`Alí Qazvíní

Quddús fut escorté par le prince à Bárfurúsh, où la population fêtait la victoire. Le plan du prince était de conduire son prisonnier à la capitale Téhéran (Ṭihrán) pour le remettre au Roi. Mais le Sa'ídu'l-'Ulamá (le plus haute dignitaire religieux) de Bárfurúsh jura de ne pas leur accorder l'hospitalité jusqu'à ce qu'il ait tué Quddús de ses propres mains. Le prince arrangea une entrevue entre Quddús et ce dignitaire, à qui il remit finalement le prisonnier. Le 16 mai 1849 (23 joumada ath-thania 1265 ap.H.), Quddús fut livré à la populace en colère, qui le lyncha. Son corps fut dépecé et les morceaux jetés au feu. Ses restes furent ensuite rassemblés par un ami, qui les enterra en un lieu proche.
Les conditions de sa mort furent telles, que le Báb emprisonné à Čahrīq en arrêta par chagrin d'écrire ou de dicter durant 6 mois. À la suite de ce tragique événement, le Báb rédigea une épître intitulée Lawḥ-i-Vasaya, que l'on considère comme son testament et dans laquelle il nomme son disciple Mírzá Yaḥyá Núrí (1831-1912, appelé Ṣubḥ-i Azal : "Aurore de l'Éternité") comme son successeur à la tête de la communauté babie.
Environ deux années après la bataille, le général `Abbás-Qulí Khán rendit hommage aux babis et exprima son remords au prince Aḥmad Mírzá en comparant la bataille à celle de Karbilá, où périt l'imám Ḥusayn, et en se comparant lui-même à Shimr ibn Dhil-Jawshan, responsable de la mort du troisième imam chiite.